# Eriostethus minimus
Eriostethus minimus är en stekelart som beskrevs av Ian D. Gauld 1984. Eriostethus minimus ingår i släktet Eriostethus och familjen brokparasitsteklar. Inga underarter finns listade i Catalogue of Life.